# فرودگاه شهری کلینتون آیوو
فرودگاه شهری کلینتون آیوو (به انگلیسی: Clinton Municipal Airport (Iowa)) یک فرودگاه همگانی بهره‌برداری هوایی با کد یاتا CWI است که یک باند فرود آسفالت دارد و طول باند آن ۱۵۸۶ متر است. این فرودگاه در شهر کلینتون، آیووا کشور ایالات متحده آمریکا قرار دارد و در ارتفاع ۲۱۶ متری از سطح دریا واقع شده‌است.